# پارکو
پارکو (انگلیسی: Parco) شرکت خرده‌فروشی ژاپنی است، که در سال ۱۹۵۳ تأسیس شد.